# Velké Březno
Velké Březno település Csehországban, az Ústí nad Labem-i járásban. Velké Březno Ústí nad Labem, Homole u Panny, Malé Březno, Malečov és Povrly településekkel határos. Lakosainak száma 2432 fő (2024. január 1.).

## Népesség
A település lakosságának változását az alábbi diagram mutatja:
| Lakosok száma | 767  | 1367 | 2392 | 2033 | 2047 | 1865 | 2237 | 2275 | 2340 | 2432 |
|               | 1869 | 1890 | 1921 | 1950 | 1980 | 2001 | 2017 | 2019 | 2022 | 2024 |